# Grb Nikaragve
Grb Nikaragve je prihvaćen 21. kolovoza 1823., kao grb Centralne Amerike, a u današnjem se obliku primjenjuje od 1971. godine. Sastoji se od trokuta, simbola jednakosti, kojeg okružuje natpis "Republica de Nicaragua - America Central" ("Republika Nikaragva - Centralna Amerika"). U trokutu su pet vulkana, koji simboliziraju pet zemalja Centralne Amerike, duga kao simbol mira i frigijska kapa kao simbol slobode. Vulkani dijele dva mora na kojima leži Nikaragva, Karipsko more i Tihi ocean.